# Wangechi
Wangechi Waweru (sinh ngày 19 tháng năm 1994), thường được biết đến với tên gọi Wangechi, là một rapper, ca sĩ và nhạc sĩ gốc Kenya. Cô bắt đầu sự nghiệp âm nhạc của mình năm 2013 và phát hành mixtape đầu tay "Consume- Chakula ya soul" vào tháng 7 năm 2013. Ngày 2 tháng 12 năm 2016, cô phát hành EP "Dont Consume if Seal is Broken" gồm 10 ca khúc, trong đó có cả bài hát chủ đề của Tusker cho This to us Campaign được khởi chạy vào ngày 30 tháng 11 năm 2016
Wangechi đã trở nên nổi tiếng nhờ tham gia feat vào bản remix Ligi Soo vào năm 2013 với nhiều rapper nữ. Điều này đã cho cô một chỗ đứng vững chắc để tạo ra tên tuổi và phát hành các dự án khác nhau sau đó.

## Thời thơ ấu
Wangechi sinh ngày 19 tháng 11 năm 1994 và lớn lên ở Nairobi, Kenya. Niềm đam mê âm nhạc của cô bắt đầu khi cô 10 tuổi. Cô cho rằng nguồn cảm hứng chính đằng sau âm nhạc của cô là rapper và nhạc sĩ Nazizi. Cô đã nhận được sự yêu thích của Slum Village, I.N.I, Kalamashaka, Jay-Z, E-Sir, Digable planets, Kanye West, Lauren Hill, Missy Elliott, MF Doom, B.I.G và các nghệ sĩ khác. Cô đã gia nhập vào ngành công nghiệp âm nhạc Kenya với tác phẩm của mình trong mixtape đầu tiên "Consume Chakula ya Soul" đã tung ra vào tháng 7 năm 2013.

## Sự nghiệp
Cô bắt đầu với Hype Masters Entertainment, nơi cô đánh dấu sự ra mắt của cô với nền âm nhạc. Sau đó, cô đã ký hợp đồng với Nuke Recordings, nơi cô phát hành mixtape Consume đầu tiên của mình. Sau đó cô phát hành nhiều đĩa đơn sau đó trong năm 2014 như Tulia Tu feat HHP và King Kaka, Play, Attention shopper và Analogue dreams feat Karun. Cô xuất hiện trong phân khúc "African Voices' của CNN vào năm 2013, nơi cô được xác định là một trong những ngôi sao đang lên của Kenya.
Cô xuất hiện trên Coke Studio Season 3 vào năm 2015, nơi cô hợp tác với nghệ sĩ Tanzania [Ben Pol] và trở lại tuần lễ siêu sao, nơi cô hợp tác với hoàng tử Ice, Alikiba, Dama do Bling, Maurice Kirya và ca sĩ người Mỹ Ne-yo. Cô cũng đã phát hành Cardiac Arrest và They Don't Know feat Fena Gitu năm 2015. Cô cũng đã đứng chung sân khấu với các ngôi sao quốc tế như Mos Def, Tinnie Tempah, Tim Westwood, Morgan Heritage và Ne-yo.
Năm 2016, cô đã viết và hát ca khúc cho chiến dịch "Here to Us" của Tusker Lager tập trung vào việc đưa người Kenya lại với nhau. Cô hiện là một nghệ sĩ độc lập.
Trong năm 2018, cô đã xuất hiện trong một bài hát của Rajiv 'Raj' Okemwa cùng với Fena Gitu trong một bài hát có tên là "Suka" và là video đầu tiên của chương trình BAE2 (Beautiful And Exquisite 2) sắp ra mắt của Raj.

## Danh sách đĩa nhạc
| Song                             | Producer | Album                           |
| -------------------------------- | -------- | ------------------------------- |
| "Wanna Give it to you"           |          | Consume Chakula ya soul         |
| "Twende Kazi"                    |          | Consume Chakula ya soul         |
| "Do for Love"                    |          | Consume Chakula ya soul         |
| "Push"                           |          | Consume Chakula ya soul         |
| "The Game                        |          | Consume Chakula ya soul         |
| "Nairobi"                        |          | Consume Chakula ya soul         |
| "Another Round"                  |          | Consume Chakula ya soul         |
| "Intro"                          |          | Consume Chakula ya soul         |
| "I am 1994"(Art 1994 Intro)      | [ 14 ]   | Consume Chakula ya soul         |
| Cardiac Arrest                   |          | Consume Chakula ya soul         |
| "Dont Consume if seal is broken" |          | Don't consume if seal is broken |
| "X2"                             |          | Don't consume if seal is broken |

## Cuộc sống cá nhân
Vào ngày 14 tháng 9 năm 2014, cô và hai người bạn của cô bị một tai nạn giao thông nghiêm trọng. Người bạn thân nhất của cô, Tionna Wangechi đã không qua khỏi. Cô đã được nhận vào ICU với chấn thương đe dọa tính mạng và tê liệt tạm thời nửa bên trái trong một vài tháng và dần phục hồi.